# Leopold III av Lippe
Leopold III (fullständigt namn Paul Friedrich Emile Leopold), född i Detmold den 1 september 1821, död där den 8 december 1875 var regerande furste av Lippe 1851-1875.

## Biografi
Leopold var son till furst Leopold II av Lippe och Emilie av Schwarzburg-Sondershausen. Hans utbildning omfattade bland annat en längre studieresa till Italien och Turkiet 1843-1844.
Den 1 januari 1851 avled fadern och sonen uppsteg på tronen som furst Leopold III. Hans regering utmärktes av stark konservatism, och bland annat återinförde han 1853 den under revolutionsåret 1848 avskaffade äldre författningen från 1836 trots att den lippeska lantdagen röstat mot detta.
Vid det preussisk-österrikiska kriget 1866 ställde sig Leopold på Preussens sida och inträdde efter kriget i det preussiskdominerade Nordtyska förbundet. Fyra år senare anslöt sig Leopold och Lippe även till den preussiska sidan i fransk-tyska kriget och blev 1871 en av de suveräna delstaterna inom det tyska kejsarriket.
Som Leopolds äktenskap med Elisabeth, dotter till furst Albert av Schwarzburg-Rudolstadt, var barnlöst efterträddes han av sin yngre bror Woldemar.